# WADAIの王国
『WADAIの王国』（わだいのおうこく）は、TBS系列で2014年7月24日から2015年3月26日まで木曜『テッペン!』枠（23:53 - 翌0:38（JST））で放送されていた情報バラエティ番組である。

## 概要
- 全世界の様々な場所で注目されている画像・映像を紹介する「話題」満載バラエティ。
- 開始前の2014年6月14日には、『タカトシWADAIの王国』というパイロット版が、『スパニチ!!』枠（ただし土曜14:00 - 15:00）で放送された。
- 2014年10月7日 21:00 - 21:48にゴールデンSPが放送された。
- 番組終了後、タカアンドトシは、同年4月から月曜20時枠にて『世にも不思議なランキング なんで?なんで?なんで?』を担当することになった(2015年12月7日に終了)。

## 出演者
- タカアンドトシ（タカ・トシ）
- 笹川友里（TBSアナウンサー）
- 山内あゆ（TBSアナウンサー）（第10回[注 1]）

## ネット局と放送時間

### パイロット版
| 放送対象地域  | 放送局                    | 系列    | 放送日時                     | 遅れ      |
| ------------- | ------------------------- | ------- | ---------------------------- | --------- |
| 関東広域圏    | TBSテレビ（TBS）          | TBS系列 | 2014年6月14日 14:00 - 15:00  | 製作局    |
| 岡山県 香川県 | 山陽放送（RSK）           | TBS系列 | 2014年6月28日 14:00 - 14:57  | 14日遅れ  |
| 福島県        | テレビユー福島（TUF）     | TBS系列 | 2014年6月29日 16:00 - 16:54  | 15日遅れ  |
| 中京広域圏    | CBCテレビ（CBC）          | TBS系列 | 2014年7月12日 15:30 - 16:30  | 28日遅れ  |
| 岩手県        | IBC岩手放送（IBC）        | TBS系列 | 2014年7月17日 23:53 - 翌0:47 | 33日遅れ  |
| 鳥取県 島根県 | 山陰放送（BSS）           | TBS系列 | 2014年7月17日 23:53 - 翌0:47 | 33日遅れ  |
| 北海道        | 北海道放送（HBC）         | TBS系列 | 2014年7月19日 14:00 - 14:54  | 35日遅れ  |
| 福岡県        | RKB毎日放送（RKB）        | TBS系列 | 2014年7月19日 16:00 - 17:00  | 35日遅れ  |
| 熊本県        | 熊本放送（RKK）           | TBS系列 | 2014年7月19日 16:00 - 16:55  | 35日遅れ  |
| 宮城県        | 東北放送（TBC）           | TBS系列 | 2014年7月20日 14:00 - 15:00  | 36日遅れ  |
| 鹿児島県      | 南日本放送（MBC）         | TBS系列 | 2014年8月16日 15:00 - 15:54  | 63日遅れ  |
| 山形県        | テレビユー山形（TUY）     | TBS系列 | 2014年9月15日 14:55 - 15:49  | 93日遅れ  |
| 石川県        | 北陸放送（MRO）           | TBS系列 | 2014年9月20日 0:20 - 1:15    | 98日遅れ  |
| 山梨県        | テレビ山梨（TUY）         | TBS系列 | 2014年10月5日 16:00 - 16:54  | 113日遅れ |
| 富山県        | チューリップテレビ（TUT） | TBS系列 | 2014年10月6日 15:00 - 15:54  | 114日遅れ |
| 愛媛県        | あいテレビ（itv）         | TBS系列 | 2014年10月19日 16:00 - 16:54 | 127日遅れ |

### レギュラー版
| 放送対象地域  | 放送局                | 系列    | 放送期間                      | 放送日時                     | 遅れ       |
| ------------- | --------------------- | ------- | ----------------------------- | ---------------------------- | ---------- |
| 関東広域圏    | TBSテレビ（TBS）      | TBS系列 | 2014年7月24日 - 2015年3月26日 | 木曜 23:53 - 翌0:38          | 製作局     |
| 北海道        | 北海道放送（HBC）     | TBS系列 | 2014年7月24日 - 2015年3月26日 | 木曜 23:53 - 翌0:38          | 同時ネット |
| 岩手県        | IBC岩手放送（IBC）    | TBS系列 | 2014年7月24日 - 2015年3月26日 | 木曜 23:53 - 翌0:38          | 同時ネット |
| 宮城県        | 東北放送（TBC）       | TBS系列 | 2014年7月24日 - 2015年3月26日 | 木曜 23:53 - 翌0:38          | 同時ネット |
| 山形県        | テレビユー山形（TUY） | TBS系列 | 2014年7月24日 - 2015年3月26日 | 木曜 23:53 - 翌0:38          | 同時ネット |
| 福島県        | テレビユー福島（TUF） | TBS系列 | 2014年7月24日 - 2015年3月26日 | 木曜 23:53 - 翌0:38          | 同時ネット |
| 新潟県        | 新潟放送（BSN）       | TBS系列 | 2014年7月24日 - 2015年3月26日 | 木曜 23:53 - 翌0:38          | 同時ネット |
| 長野県        | 信越放送（SBC）       | TBS系列 | 2014年7月24日 - 2015年3月26日 | 木曜 23:53 - 翌0:38          | 同時ネット |
| 静岡県        | 静岡放送（SBS）       | TBS系列 | 2014年7月24日 - 2015年3月26日 | 木曜 23:53 - 翌0:38          | 同時ネット |
| 中京広域圏    | CBCテレビ（CBC）      | TBS系列 | 2014年7月24日 - 2015年3月26日 | 木曜 23:53 - 翌0:38          | 同時ネット |
| 鳥取県 島根県 | 山陰放送（BSS）       | TBS系列 | 2014年7月24日 - 2015年3月26日 | 木曜 23:53 - 翌0:38          | 同時ネット |
| 福岡県        | RKB毎日放送（RKB）    | TBS系列 | 2014年7月24日 - 2015年3月26日 | 木曜 23:53 - 翌0:38          | 同時ネット |
| 長崎県        | 長崎放送（NBC）       | TBS系列 | 2014年7月24日 - 2015年3月26日 | 木曜 23:53 - 翌0:38          | 同時ネット |
| 熊本県        | 熊本放送（RKK）       | TBS系列 | 2014年7月24日 - 2015年3月26日 | 木曜 23:53 - 翌0:38          | 同時ネット |
| 鹿児島県      | 南日本放送（MBC）     | TBS系列 | 2014年10月7日 - 2015年4月18日 | 土曜 0:27 - 1:17（金曜深夜） | 23日遅れ   |
| 岡山県 香川県 | 山陽放送（RSK）       | TBS系列 | 2014年10月16日 - 2015年4月2日 | 木曜 23:53 - 翌0:38          | 7日遅れ    |

### 過去のネット局
| 放送対象地域 | 放送局          | 系列    | 放送期間                | 放送日時                     | 遅れ     |
| ------------ | --------------- | ------- | ----------------------- | ---------------------------- | -------- |
| 広島県       | 中国放送（RCC） | TBS系列 | 2014年8月8日 - 12月19日 | 金曜 0:23 - 1:08（木曜深夜） | 15日遅れ |

## スタッフ
- ナレーション：日髙のり子、寺瀬今日子、坂口哲夫、槇大輔
- 構成：戸田倫彰、堀由史、宮丸直子、平岡達哉、細井新
- TM：荒木健一
- TD：依田純
- CAM：荒井隆之
- VE：姫野雅美
- 音声：浜崎健
- 照明：中田学
- 編集：奈良貢
- MA：細川尚史、和田真由美
- 音響効果：遠藤治朗
- 電飾イラスト：浅野
- CG：The king Maker
- 美術プロデューサー：中西忠司
- 美術デザイナー：中川日向子
- 美術制作：半田裕記
- 装置：相良比佐夫、中尾了輔
- 電飾：入江智喜
- 装飾：田村健治
- 植木装飾：猿山利昭
- 衣装：渥美智恵
- 持道具：寺澤麻由美
- ヘアメイク：川喜田祥子
- イラスト：グレートインターナショナル
- 制作協力：吉本興業
- 編成：高橋務→御法川隼斗、保津章二
- 宣伝：酒井美沙樹
- TK：飯塚愛美、前場莉奈
- デスク：石川素子→中山かおり
- リサーチ：若林剛樹、雨宮裕也、神谷翔
- AP：荒井美妃、花田真志（よしもとクリエイティブ・エージェンシー）
- マネージメントプロデューサー：西川永哲
- 協力プロデューサー：神夏磯秀（よしもとクリエイティブ・エージェンシー）
- ディレクター：永井雄一、若菜久利、財津猛、亀崎裕介、妹尾篤志、清水宏幸、岩永紗代美、川野雅貴
- 演出：柳信也
- 総合演出：藤野大作→平野亮一
- プロデューサー：篠塚純
- エグゼクティブプロデューサー：江藤俊久